# چاه رجایی
چاه رجایی یک منطقهٔ مسکونی در شهرستان خاتم در استان یزد و در کشور ایران است که در دهستان هرابرجان واقع شده‌است.